# Liste des clochers-murs de la Seine-Maritime
Cet article recense les édifices religieux de la Seine-Maritime, en France, munis d'un clocher-mur.

## Liste

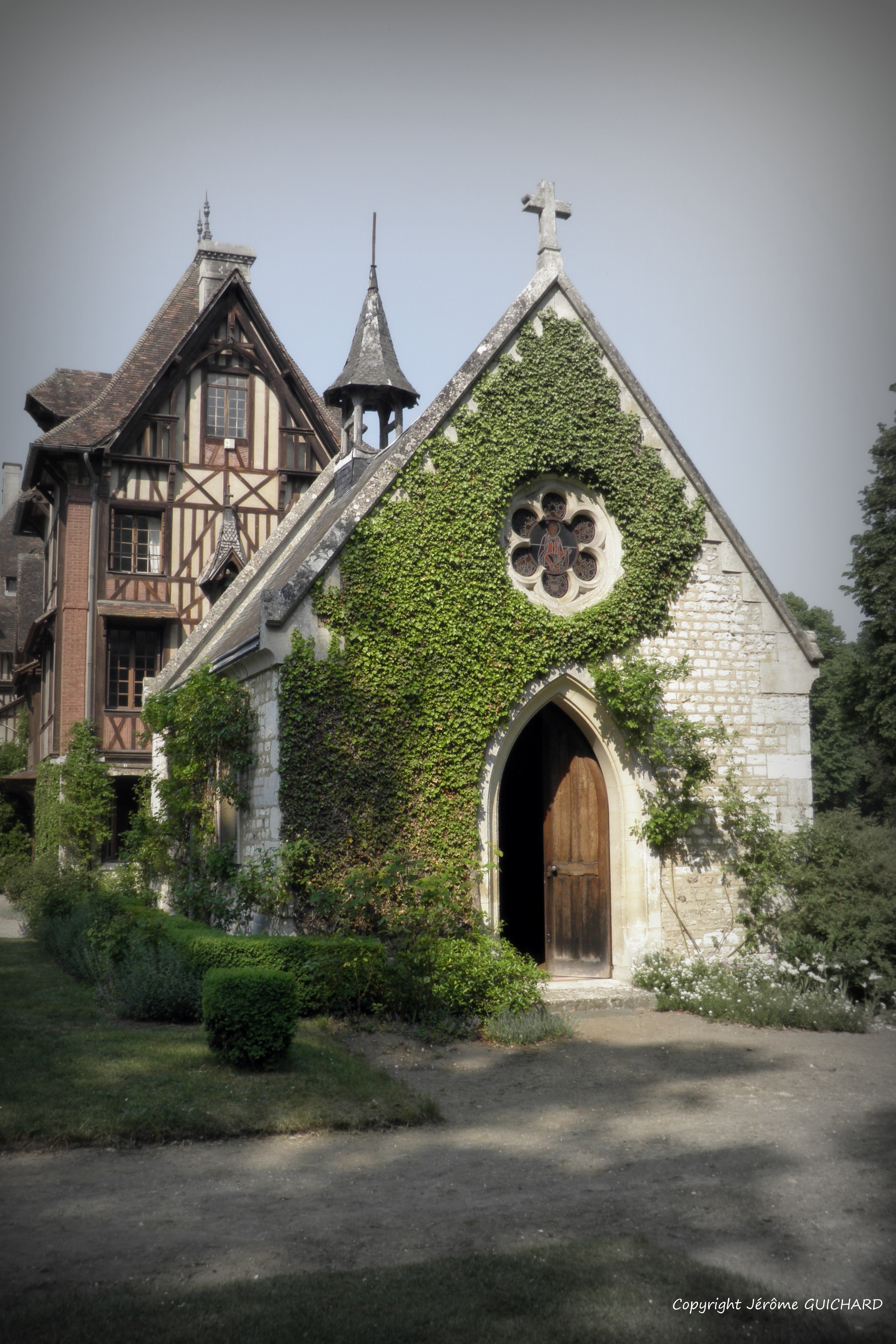
Chapelle du manoir de Villers
Eglise Saint-Martin de Foucarmont

- Foucarmont, église Saint-Martin.
- Incheville, hameau de Gousseauville, église Saint-Léger.
- Le Tréport, chapelle Saint-Julien.
- Saint-Pierre-de-Manneville, chapelle du manoir de Villers.